# Mountmellick
Mountmellick är ett samhälle i grevskapet Laois i Republiken Irland. Samhället har omkring 3 400 invånare.
Under mitten av 1800-talet kallades Mountmellick för Lilla Manchester eftersom det var en typisk industristad. 